# KompoZer
KompoZer è un editor WYSIWYG per file in formato HTML. Il programma, il cui sviluppo deriva dal defunto progetto Nvu 1.0 del 2005, è un progetto open source di SourceForge portato avanti da una community di sviluppatori.
KompoZer è localizzato nelle principali lingue tra cui l'italiano; il codice è stato completamente riscritto rispetto a quello dell'antenato Nvu e tra le sue peculiarità vi sono un CSS editor, un Site manager, la possibilità di visualizzare e editare il codice HTML direttamente oltre alla composizione WYSIWYG.
Dal 2010 non è più attivamente sviluppato.

## Storia
Nel 2006 il progetto Nvu di Daniel Glazman è stato preso in mano dal francese Fabien Cazenave alias Kazé il quale ha distribuito diverse versioni contenenti numerose correzioni. Negli anni il codice di partenza è stato completamente riscritto e molti strumenti di lavoro sono stati introdotti.
Nel marzo 2007 la vecchia versione 0.7 è stata considerata dal sito Download.com come miglior alternativa gratuita ad Adobe Dreamweaver. Linux.com lo ha definito:
La versione beta 0.8.b3, uscita il 2 marzo 2010, è stata tradotta in moltissime lingue ed è scaricabile direttamente nella versione localizzata con un click senza bisogno di moduli aggiuntivi (language pack).
Essendo un'applicazione a 32 bit, non è più supportata su macOS Catalina e versioni successive.

## Novità
Il progetto KompoZer che vede Fabien Cazenave come sviluppatore principale tra il 2010 e il 2011 per impegni lavorativi del programmatore. Nel mese di giugno 2011, tramite il suo blog, ha fatto sapere di essere intenzionato a migliorare il lavoro fin qui svolto su KompoZer.

## Versioni (stabili)
- 0.7.1 (8 luglio 2006)
- 0.7.5 (14 luglio 2006)
- 0.7.7 (23 luglio 2006)
- 0.7.9 (14 luglio 2007)
- 0.7.10 (30 agosto 2007)

## Versioni (pre-release 0.8)
- 0.8.a1 (11 febbraio 2009)
- 0.8.a2 (5 aprile 2009)
- 0.8.a3 (6 maggio 2009)
- 0.8.a4 (14 maggio 2009)
- 0.8.b1 (12 ottobre 2009)
- 0.8.b2 (3 febbraio 2010)
- 0.8.b3 (2 marzo 2010)